# Academia Ecuatoriana de Medicina
La Academia Ecuatoriana de Medicina es una organización científica sin fines de lucro establecida el 15 de septiembre de 1958 en (Quito, Ecuador) por un grupo de médicos que regresan al país luego de realizar cursos de especialidad en varios ramas de la medicina, liderados por Raúl Murgueytio. Su objetivo es lograr calidad humanística en los médicos.

## Historia
Un grupo de médicos de la ciudad de Quito, presidido por el Dr. Raúl Murgueytio, se propuso establecer esta organización Académica de médicos de Ecuador, el 15 de septiembre de 1958, con sede en la ciudad de Quito, que contaría con especialistas de las diferentes ramas de la medicina. El Estatuto fue aprobado en el Ministerio de Previsión Social de aquel tiempo con el visto bueno del Ejecutivo el 24 de marzo de 1959. 
La primera Directiva estuvo presidida por el Dr. Raúl Murgueytio, médico dermatólogo especializado en Estados Unidos. Se realizaron y aprobaron diversas reformas al estatuto en 1974, 1994 y 1998. El Reglamento Interno de la AEM y el Reglamento del Comité ético independiente para la investigación de la AEM fueron aprobados por unanimidad en la Asamblea de Académicos de Número realizada el 9 de julio de 2003.

## Propósito
Los fines de la organización se plasman en el estatuto probado por el Ministerio de Salud Pública el 16 de junio de 1998. El principal propósito es fomentar el continuo desarrollo de la práctica de la medicina en el Ecuador, tanto en el área educativa, práctica y de investigación. La organización coopera con el Consejo Nacional de Salud y con el Estado Ecuatoriano en el estudio y solución de los problmas de salud de país y mantiene vínculos con organismos similares, tanto a nivel nacional como internacional.

## Sede
La Academia Ecuatoriana de Medicina, tiene su sede en uno de los Pabellones que en otro tiempo fuera el Hospital Eugenio Espejo. En este mismo  edificio se encuentra la Biblioteca de la Facultad de Ciencias Médicas de la Universidad Central del Ecuador, en la planta baja; en otro Pabellón vecino se encuentra funcionando el Museo Nacional de Historia de la Medicina “Eduardo Estrella”, todo este conjunto forma parte del Centro de Convenciones Eugenio Espejo.

## Biblioteca
La Academia Ecuatoriana de Medicina tiene en la actualidad una Biblioteca que lleva el nombre Rodrigo Fierro Benítez, expresidente de la AEM, quien fuera Ministro de Salud Pública del Ecuador en la Presidencia del abogado Jaime Roldós Aguilera (1979-1981).
La creación de la biblioteca surge de la iniciativa del Presidente  de la AEM Ac. Dr. Reinaldo Páez Zumárraga para disponer de material de consulta, libros, revistas, folletos y que allí se resguarde el archivo de la AEM.
En la historia del Ecuador hay personajes como Eugenio Espejo, considerado el Primer Bibliotecario de la Biblioteca Nacional, gracias al legado dejado por los jesuitas luego de la expulsión de América en el año de 1767; en otros médicos han dedicado su vida a la recolección de datos y han realizado un aporte importante a la bibliografía Nacional de las ciencias en general y de la medicina en particular como Luis A. León Vinueza, Mauro Madero, Francisco Parra Gil, Plutarco Naranjo Vargas, Eduardo Estrella Aguirre, Edison Calvachi Cruz y el mismo Dr. Rodrigo Fierro Benítez quien recopila bibliografía médica nacional y Bibliografía Científica Médica publicada en el exterior en 1995.

### Otras Academias Nacionales de Medicina
- Academia Nacional de Medicina (Argentina)
- Academia Chilena de Medicina
- Real Academia Nacional de Medicina de España (fundada en 1861)
- Academia Nacional de Medicina de México (fundada en 1864)
- Academia Nacional de Medicina de Venezuela (fundada en 1904)